# Kermes vermilio
Kermes vermilio (Planchon, 1864) é uma das espécies do género Kermes usada para produzir o corante natural designado por carmesim (também conhecido por quermes ou kermes). A espécie integra a família Kermesidae, tendo distribuição natural nas regiões costeiras da parte ocidental e central da bacia do Mediterrâneo, região onde ocorre associado aos bosques do carvalho perenifólio Quercus coccifera.

## Descrição
A cochonilha Kermes vermilio, a quermes dos tintureiros, mas mais conhecido sob o nome de "grão-escarlate" quando seca e pronta para uso como corante, é um insecto parasita da ordem Hemiptera, com a forma esférica típica das cochonilhas e um tamanho que varia de 6 a 8 mm, que se desenvolve preferencialmente sobre os ramos juvenis e os pecíolos das folhas jovens da espécie Quercus coccifera (o carvalho-quermes, mais conhecido em Portugal por carrasco), uma árvore com distribuição natural restrita às regiões costeiras do Mediterrâneo ocidental e central.
O nome quermes é um vocábulo de origem indo-europeia, que foi usado para designar um verme, uma larva ou insecto, acabando por ficar associado simultaneamente ao insecto produtor do corante a o corante propriamente dito.
A designação de vários tons de cores dada pelos tintureiros medievais foi depois adoptada no nome genérico e no epíteto específico atribuídos ao género e à espécie, os quais derivam directamente de quermes e de vermilio (latim para pequeno verme, já que a cochonilha era considerada genericamente como um verme.
A partir de vermilio desenvolveu-se o termo vermilion, o quela deu origem ao vocábulo vermelhão, o qual, entre outras coisas, designa o corante obtido a partir do uso deste insecto. Outros termos derivados de kermes foram os termos carmesim e carmim, hoje utilizados para designar cores que primitivamente eram obtidas a partir do corante quermes. Também o carvalho  Quercus coccifera é conhecido em boa parte do sul da Europa por carvalho-quermes em resultado da sua associação com aquele insecto.
O parasita foi colhida desde a Idade Média no sul da França (Languedoc e Provence) e sudeste da Península Ibérica (atual Castela-La Mancha e Catalunha) sobre o carvalho-quermes. Os espécime fêmeas, os únicos que produzem o corante, eram colectados, secos ao ar e pulverizados para fazer um corante escarlate que em baixa concentração produzia cores que iam do rosa ao roxo. A colheita era feita pela manhã, sendo necessário cerca de 1 kg de "sementes" frescas para produzir 10-15 g de pigmento puro.
Na Idade Média a sua utilização suplantou no mundo muçulmano e no ocidente da Europa a púrpura obtida a partir do molusco que desde a Antiguidade Clássica era a principal fonte dos tons de vermelho e escarlate. O uso desta cochonilha na região do Mediterrâneo manteve-se inalterada ao longo de vários séculos até que a pós a descoberta do Novo Mundo  no século XVI permitiu a introdução dos corantes derivados da cochonilha-dos-catos (Dactylopius coccus), cuja concentração e poder de tingimento é bem maior. O custo de produção do corante a partir do quermes era muito alto, tornando este corante muito caro, o que ainda era mais oneroso quando se utilizava no tingimento de seda. O preço dependia da qualidade e abundância da colheita da cochonilha, da disponibilidade de mã-de-obra para a recolha, uma tarefa fastidiosa e lenta, e da qualidade do pigmento obtido. Como para tingir um pano era necessário recolher 1 000 000-1 500 000 insectos, um pedaço de pano fino tingido com quermes com dimensões para fazer uma capa valia cerca de dois anos e nove meses de salário de um mestre pedreiro. Este tipo de corante foi usado para tingir tecidos para a realeza europeia e norte-africana e para o papado (em panos de lã e de seda).
A cidade de Montpellier era famosa no século XIV pelos seus tecidos escarlate de grande valor. O corante era também usado pelos monges copistas em iluminuras de manuscritos medievais. A sua presença foi detectada em pinturas do Neolítico na França e múmias egípcias.
Somente a fêmea de K. vermilio é usada para produzir a substância corante. O pigmento tintureiro é o ácido quermésico, um pigmento vermelho do tipo antraquinona presente em elevada concentração nos tecidos da fêmea e utilizado como repelente contra o ataque por outros insectos e por aves.
O pigmento ainda é usado como corante alimentar em pastelaria e bebidas alcoólicas recebendo o número E correspondente ao código E120 na listagem europeia de aditivos alimentares, mas é actualmente derivado quase em exclusivo da espécie de origem mexicana Dactylopius coccus, produtora de ácido carmínico, que pela sua maior dimensão e concentração de princípio activo substitui quase totalmente a pequena cochonilha do Mediterrâneo como fonte de corantes.
A espécie Kermes vermilio tem sido objecto de numerosos estudos dada a sua importância na história da cultura da Europa como fonte de pigmentos utilizados em algumas das mais marcantes obras da pintura europeia medieval e renascentista e o seu impacte económica na área da tecelagem e da tinturaria.